# Sveriges totalförsvar
Sveriges totalförsvar eller Totalförsvaret är benämningen på all den samhällsviktiga verksamhet vilken ska bedrivas i Sverige i händelse av krig, inklusive militär verksamhet (militärt försvar) och civil verksamhet (civilt försvar). Detta innebär att det civila och militära försvarets verksamheter samverkar i gemensamma totalförsvarsoperationer, med syfte att skydda och säkerställa samhällsviktiga funktioner. Det kan exempelvis gälla skyddsobjekt som Sveriges riksdag och Göteborgs hamn.
Efter andra världskriget såg man inom det svenska försvaret ett större behov än tidigare av att få de olika myndigheterna att samverka för försvaret av Sverige. Totalförsvaret bestod till en början av bland annat Överstyrelsen för ekonomiskt försvar, Psykologiska försvaret och Krigsmakten.
Beredskapsmyndigheter har ansvar att förbereda och organisera totalförsvarets verksamheter i samråd med Försvarsmakten och Myndigheten för samhällsskydd och beredskap.
Det övergripande målet för totalförsvaret är enligt riksdagens inriktningsbeslut "att ha förmåga att försvara Sverige mot väpnat angrepp och värna vår säkerhet, frihet, självständighet och handlingsfrihet. Verksamhet inom totalförsvaret ska kunna bedrivas enskilt och tillsammans med andra, inom och utom landet."

## Höjd beredskap
I syfte att stärka rikets försvarsförmåga kan regeringen fatta beslut om att höja beredskapen. Detta kan ske med anledning av krig utanför Sveriges gränser, om Sverige riskerar att hamna i krig eller om Sverige precis varit i krig. Beredskapen kan då höjas till antingen skärpt beredskap eller högsta beredskap. Vid skärpt beredskap skall kommuner, landsting och i vissa fall även privata företag vidta åtgärder kring bemanning, resurshållning och planering i den utsträckning staten kräver. Vid högsta beredskap, det tillstånd som infaller om Sverige befinner sig i krig, omfattar totalförsvaret all den samhällsverksamhet som ska bedrivas, exempelvis logistik och hushållning.
I fredstid bedrivs totalförsvarsplanering där de berörda aktörerna förbereder och planerar för att kunna verka i höjd beredskap och ytterst i krig. Varje myndighet ska i sin verksamhet beakta totalförsvarets krav.

## Totalförsvarsplikt
Alla svenska medborgare och alla personer som är bosatta i Sverige är, från det år de fyller 16 år till och med det år då de fyller 70 år, totalförsvarspliktiga. Den som är totalförsvarspliktig är skyldig att medverka i mönstring och i totalförsvaret. Det innebär bland annat att man vid behov måste genomföra värnplikt, civilplikt eller allmän tjänstgöringsplikt. 
Värnplikten omfattar endast svenska medborgare från det år de fyllt 19 år till och med det år de fyller 47 år.